# Музейный район Хьюстона
Хьюстонский музейный округ Хьюстонский музейный округ (англ. Houston Museum District) представляет собой ассоциацию из 19 музеев, галерей, культурных центров и общественных организаций, расположенных в Хьюстоне, штат Техас, в целях пропаганды искусства, науки, истории и культуры.
В районе Хьюстонского музея в настоящее время насчитывается 19 музеев, в которых собрано более 8,7 миллионов посетителей в год. Все музеи предлагают время или дни для бесплатного посещения.
По Музейносу району Хьюстона можно прогуляться и ездить на велосипеде. Тротуары широкие и ухоженные, а аттракционы и рестораны расположены рядом друг с другом.
Музейный район находится в шаговой доступности от METRORail, и также до него легко можно добраться из автомагистрали I-69 / US 59, State Highway 288 и Main Street, напротив главного входа в Университет Райса.

## История
Одиннадцать учреждений сформировали Ассоциацию районных музеев Хьюстона 27 января 1997 года. Пять новых музеев присоединились к Району в июне 2002 года и еще два в апреле 2007 года. В настоящее время район состоит из следующих 19 музеев, расположенных в приблизительном 1,5-мильном радиусе фонтана Мекома в Hermann park.

#### Список музеев
- Музей изящных искусств
- Техасский центр Общество Азии
- Национальный музей солдат Буффало
- Детский музей Хьюстона

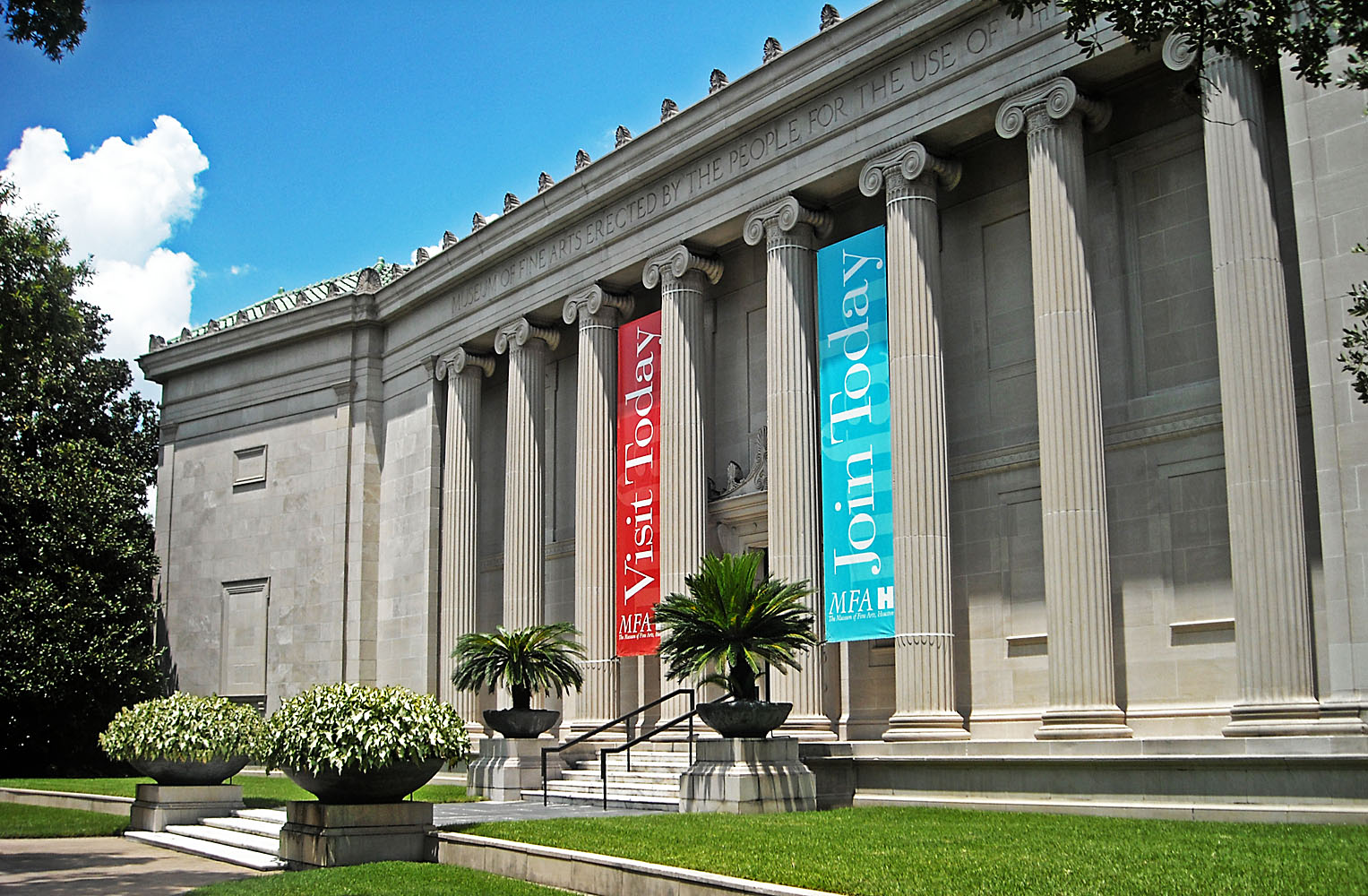
Музей изящных искусств (Хьюстон)

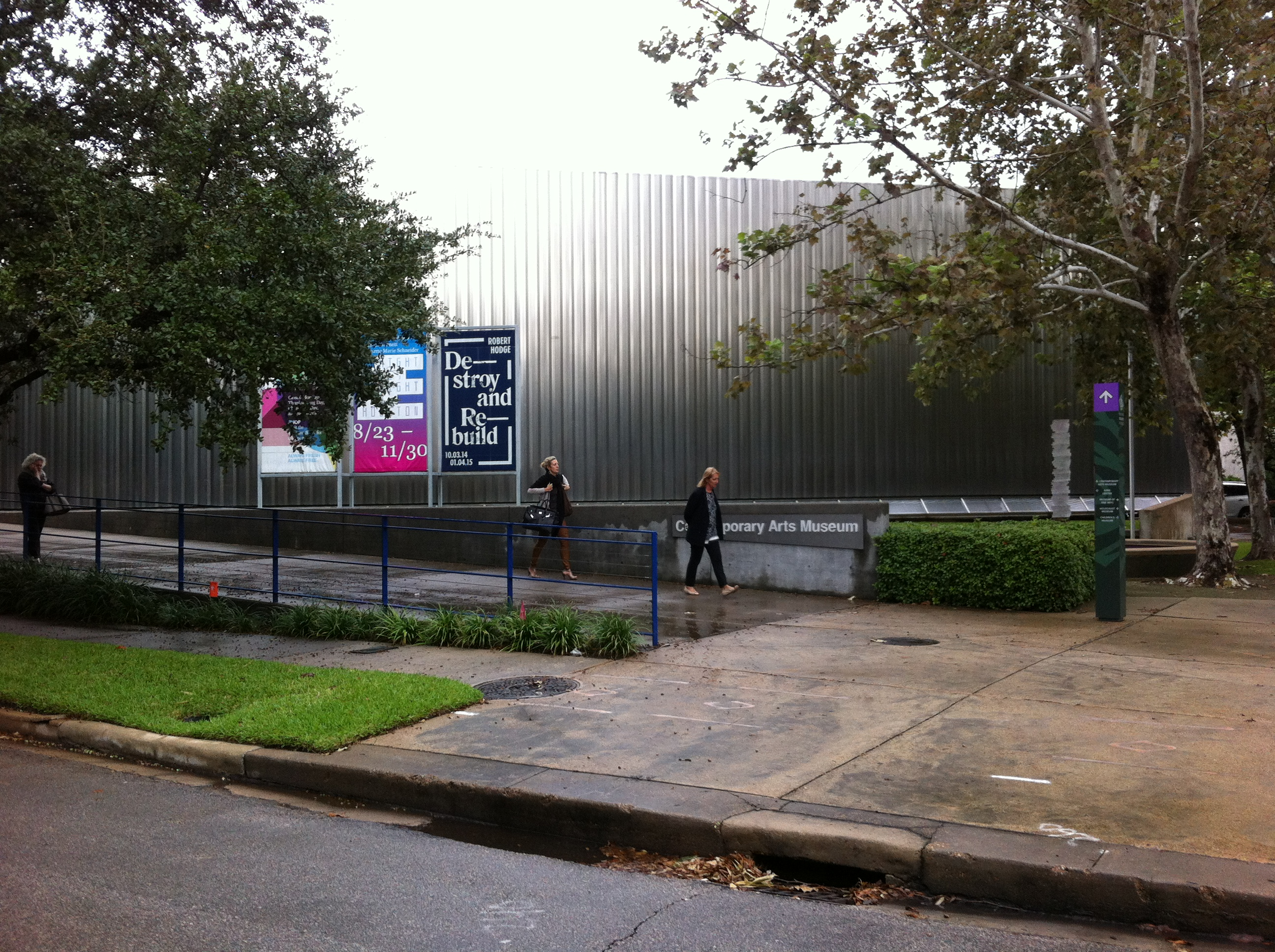
Музей современного искусства (Хьюстон)

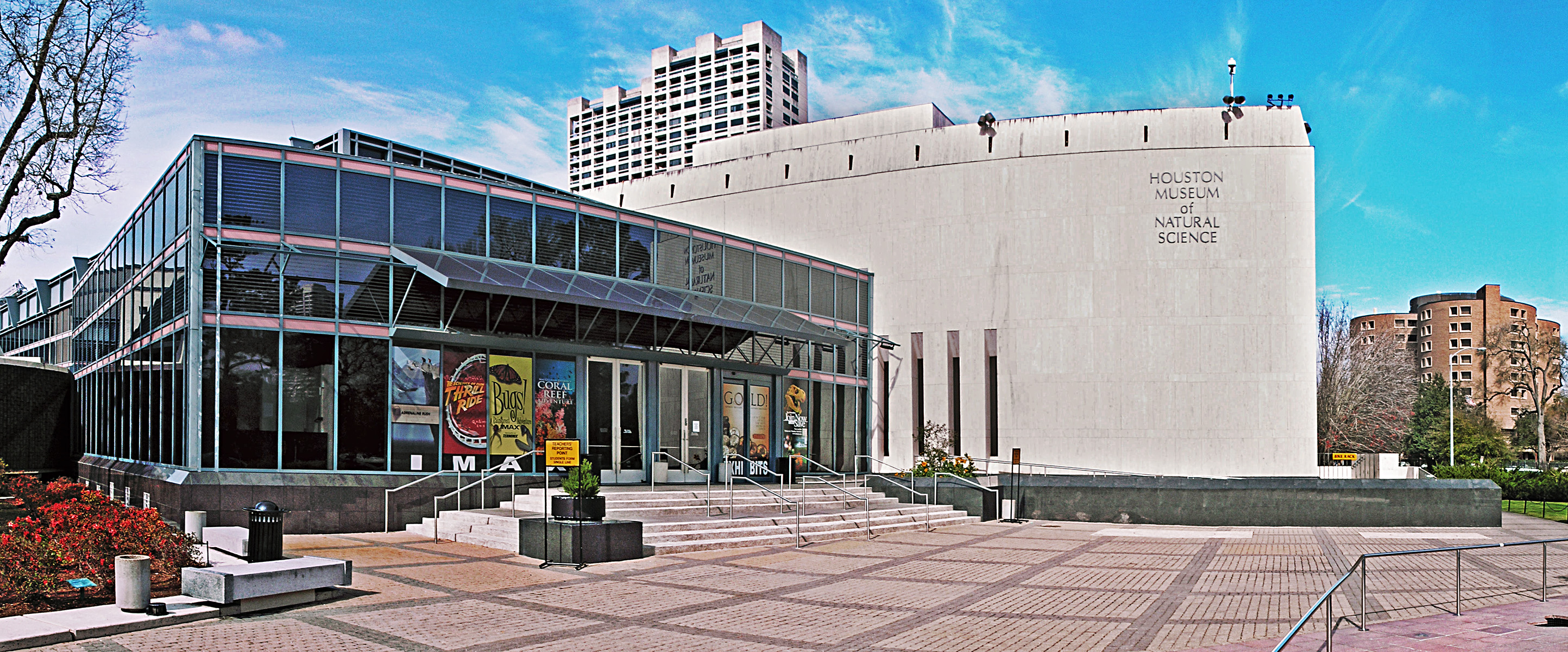
Хьюстонский музей естественных наук

- Музей современного искусства Хьюстон
- Музей чешского центра
- Музей Холокоста Хьюстон
- Хьюстонский центр современного ремесла
- Хьюстонский центр фотографии
- Хьюстонский музей естественных наук
- Хьюстонский зоопарк
- Музей здоровья
- Центр искусства Лондейл
- Коллекция Менила
- Музей афроамериканского культурного центра
- Музей изобразительных искусств
- Художественная галерея Университета Райса
- Часовня Ротко

Также там находится Клейтонская библиотека и центр генеалогических исследований (англ. Clayton Library Center for Genealogical Research)
Публичной библиотеки Хьюстона.
Музейный округ привлекает посетителей, студентов и волонтеров всех возрастов, происхождения и этнических групп, чтобы узнать и отметить искусство, историю, культуру и природу во всем мире. Более подробную информацию о 20 учреждениях Музея округа Хьюстон можно найти на их официальном сайте